# Bristowia
Bristowia là một chi nhện trong họ Salticidae.